# Единадесети конгрес на БКП
Единадесетият конгрес на Българската комунистическа партия се провежда в София между 29 март и 2 април 1976 г.
Присъстват 1565 делегати и 105 делегации на комунистически, работнически и други леви партии и организации от 94 страни. Проведен е непосредствено след XXV конгрес на Комунистическата партия на Съветския съюз и съвпада с 20-годишнината на Априлския пленум. Конгресът разгежда отчети на ЦК и ЦРК; утвърждава основни насоки за обществено-икономическото развитие на страната през Седмата петилетка (1976 – 1980) и избира нов Централен комитет от 154 членове и 121 кандидат-членове и ЦКРК от 109 членове. Девизът му е „Ефективност и качество, качество и ефективност“.